# 澳門對外事務
澳門特別行政區的對外事務主要由中华人民共和国中央人民政府負責，受《澳門基本法》第2章第13條及第7章約束其外交的權力。中華人民共和國外交部在澳門設有特派員公署，負責與澳門有關的外交事宜。此外多國於澳門特區設有外交代表機構，而特區政府接待外交人員的工作，如外國元首訪澳門，則由政府總部事務局負責。

## 葡治時期
澳門受葡萄牙管治時，外交事務由國家（葡萄牙）全權負責。

## 中華人民共和國外交部駐澳門特別行政區特派員公署

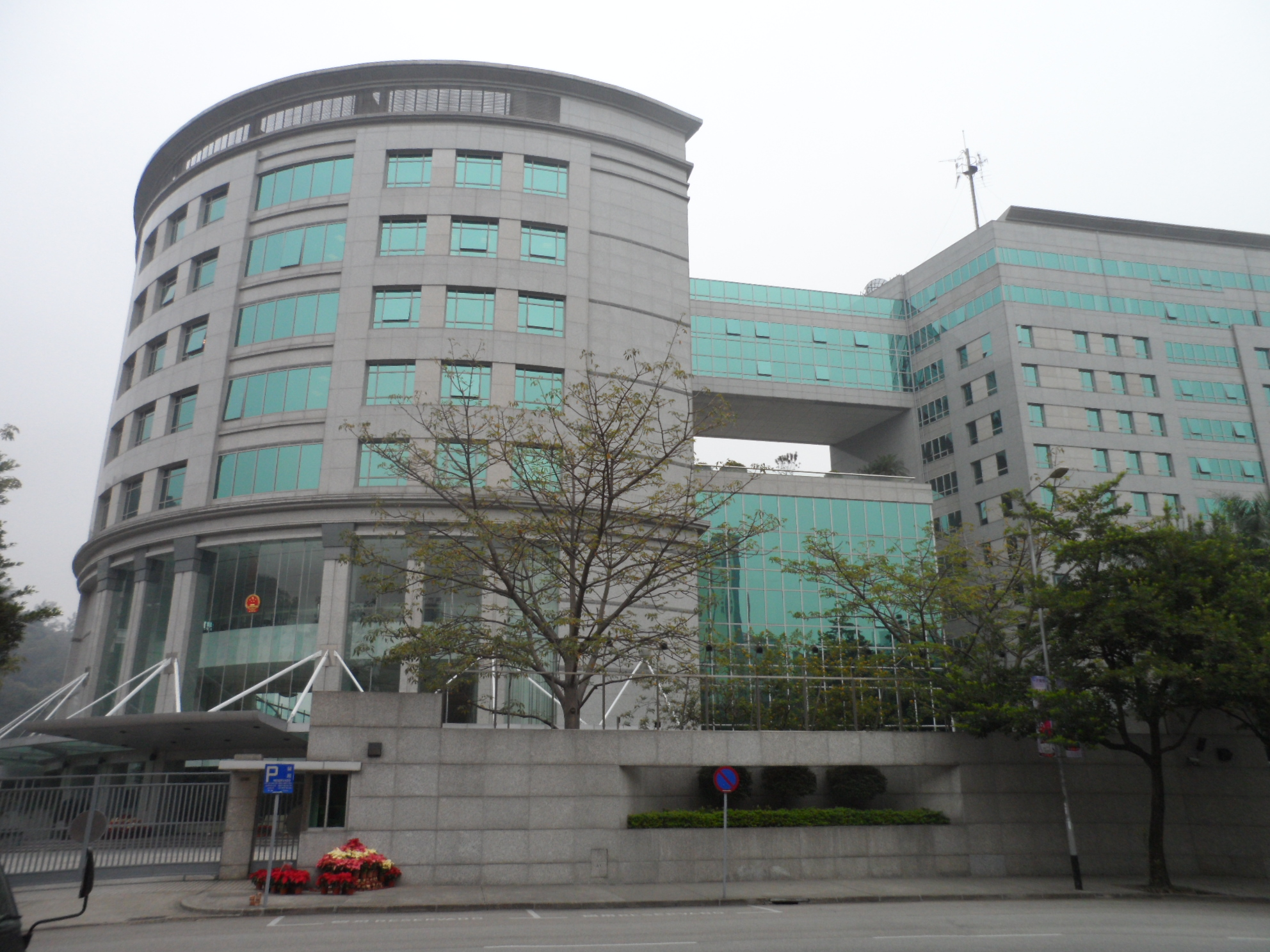
中華人民共和國外交部駐澳門特別行政區特派員公署

中華人民共和國外交部駐澳門特別行政區特派員公署，簡稱「外交部駐澳門特派員公署」，是中央政府於澳門特區行使外交權力的機構。根據其官方網站，特派員公署的主要工作包括：
- 協助特區官員以中國政府代表團成員身分參加以主權國家為單位的國際會議。
- 授權特區政府對外談判及締結雙邊協定。
- 處理外國於澳設立外交機構事務，協助特區政府爭取各國給予澳门特區護照免簽證，頒發各類簽證和證件。
- 轉達有關外國領導人、重要來賓、專機或軍機、軍用船隻訪澳事宜，受理外國於澳設立通信系統事宜。
- 就中國外交或與澳門有關的外交事務發佈新聞，審批外國記者赴內地申請，辦理澳门記者隨國家領導人出訪事宜。

對一般民眾而言，特派員公署與日常生活最密切的工作是為外籍人士辦理赴內地和香港簽證、為內地公民辦理出境證件（如中國護照或中華人民共和國旅行證等）或為有需要前往香港停留而不是過境的中國護照、旅行證持有人簽發赴香港進入許可。
而一般中國駐外國的外交機關和其他相關外事機構就會為有需要的外籍人士簽發赴澳門簽證，或為有需要前往澳門停留而不是過境的海外中國護照、旅行證持有人簽發赴澳門進入許可。

## 出入境事務
根據「一國兩制」，澳門的出入境政策的制定和管理不同於中國內地和香港。澳門政府有權拒絕內地人士和香港居民進入澳門（如香港泛民主派人士）。澳門的旅遊證件和身份證明文件由身份證明局簽發，出入境事務即由治安警察局出入境管制廳管理。內地或香港就由同一政府部門（內地公安部或香港入境事務處），處理出入境事務和簽發旅遊、身份證明文件。
需要事先申請赴澳簽證的外籍人士因事先沒有申請赴澳簽證，而又有資格臨時在澳門邊境檢查站申請「進入許可」（口岸簽證）、外籍人士和台灣居民的其他澳門簽證（如留學、定居或延期出境等）、內地人士以其他目的（如留學、定居或延期出境等）逗留澳門的申請或內地人士只持有中國護照、旅行證而前往澳門臨時申請「進入許可」以便過境等事宜，由澳門政府治安警察局居留及逗留事務廳負責。
澳門的中國籍居民赴內地的港澳居民來往內地通行證簽發事宜則由澳門中國旅行社（中旅社）代辦，不由外交部特派員公署負責。中旅社也在內地拱北口岸為掉失港澳居民來往內地通行證的持有人，辦理臨時出入境通行證（臨通）。中旅社亦可代辦外籍人士（不管是否持有澳門居民身份證）赴內地簽證、為內地人士在澳門補辦掉失的內地旅遊證件或辦理台灣居民的台胞證、簽注。

## 澳門經濟貿易辦事處（境外）
- 澳門特別行政區駐北京辦事處
- 澳門經濟文化辦事處（暫停運作）
- 澳門駐里斯本經濟貿易辦事處
- 澳門駐世界貿易組織經濟貿易辦事處
- 澳門駐歐盟經濟貿易辦事處

## 旅遊局駐外代表（境外）
亞太區：
- 澳洲

地址：Level 17, Town Hall House, 456 Kent Street, Sydney, NSW 2000, Australia
- 紐西蘭

地址：7 Centennial Place, Campbells Bay, Auckland 0630, New Zealand
- 香港

地址：香港九龍長沙灣永康街37-39號福源廣場19樓D室
- 臺灣

地址：台灣台北市敦化北路167號10樓C
- 日本

地址：日本東京都千代田區平河町2-16-9 永田町綠地大門7樓 
(Nagatacho Grass Gate 7F, 2-16-9 Hirakawacho, Chiyoda-ku, Tokyo 102-0093, Japan)
- 韓國

地址：韓國首爾特別市中區乙支路16號Suite 908
(Suite 908, 16, Euljiro, Jung-gu, Seoul, Korea)
- 馬來西亞

地址：Level 6, Lion Office Tower, No. 1, Jalan Nagasari (Off Jalan Raja Chulan), 50200 Kuala Lumpur, Malaysia
- 泰國

地址：888/202, Mahatun Plaza Building, 3rd Floor, Ploenchit Road, Lumpini, Pathumwan, BKK 10330, Thailand
- 印尼

地址：Kuningan City, 2nd floor, No. L2-19, Jalan Prof. Dr. Satrio Kav.18, Setiabudi, Kuningan, Jakarta - 12940, Indonesia
- 印度

新德里
地址：707, 7th Floor, Prakash Deep Building, 7 Tolstoy Marg, Connaught Place, New Delhi, 110001, India
孟買
地址：9th Floor, Tower A, Urmi Estate, 95, Ganpatrao Kadam Marg, Lower Parel (W), Mumbai 400013, India
美洲：
- 美國

加利福尼亞州
地址：5800 Bristol Pkwy, Suite 660, Culver City, CA 90230, USA
紐約
地址：360 Lexington Ave., 10th Floor, New York, NY10017, USA
歐洲：
- 俄罗斯

地址：Business Center “Monetny Dvor”, 46 Mytnaya Street, Building 5, 115162 Moscow, Russia
- 英國

伦敦
地址：25 North Row, London W1K 6DJ, United Kingdom
牛津
地址：1st Floor, Chester House, 21-27 George Street, Oxford OX1 2AU, United Kingdom
- 葡萄牙-澳門駐葡萄牙旅遊推廣暨諮詢中心

地址：葡萄牙里斯本1069-204, 十月初五大道, 115號地下

## 招商投資促進局辦事處（中國大陸）
澳門的公營機構招商投資促進局在中國大陸設有辦事處 
- 廣州聯絡處
- 武漢聯絡處
- 杭州聯絡處
- 成都聯絡處
- 福州聯絡處
- 瀋陽聯絡處

## 外國駐澳外交機構
以下是單單指駐澳門的外國外交機關和國際組織，不包括駐香港兼管澳門的外國外交機關和國際組織。

| 駐澳總領事館 - 安哥拉 - 莫桑比克 - 菲律賓 - 葡萄牙 | 駐澳名譽領事館 - 爱沙尼亚 - 秘魯（駐香港總領事館所轄） - 坦桑尼亚 - 英国（駐香港總領事館所轄） | 駐澳官方認可代表機構 - 聯合國大學澳門研究所 - 颱風委員會秘書處 |

## 澳門居民於海外的保護
澳門永久居民中主要為中國籍人士，然而亦有大批外國籍人士，其中包括歸化外籍的華裔澳門人。澳門居民於海外的領事保護，因此較為複雜。一般而言如屬中國籍者（包括持有外國護照而又未申報國籍變更的中國籍澳門居民），由當地中國大使館或領事館提供保護，如屬外籍者，由持有國籍國家提供保護。然而，此標準亦有漏洞。

## 澳門參加的國際組織
澳門特別行政區政府可以以「中國澳門」的名義參加以地區為單位的國際組織。以下是澳門有會員身分的國際組織。
| - 亞洲太平洋經濟合作會議 - 亞洲開發銀行 - 聯合國亞洲及太平洋經濟社會委員會 - 國際總商會 - 國際工會聯盟 - 國際海道測量組織 - 國際貨幣基金 | - 國際海事組織（副會員） - 國際刑警組織（副會員） - 亞洲奧林匹克理事會 - 國際標準化組織 - 萬國郵政聯盟 - 世界海關組織 - 世界氣象組織 - 聯合國旅遊組織 - 世界貿易組織 |

## 與中國大陸的關係
雖然澳門是中華人民共和國的一部分，但基於「一國兩制」原則和政策，澳門與中國内地的關係仍由一定機構負責。

### 澳門居民在中國大陸的保護
一國兩制下，澳門與中國大陸不存在領事保護的問題，但由於澳門居民的身分證明文件等皆由澳門政府自行管轄和簽發，中國大陸各部門與澳門各相應部門也沒有統屬關係，因此澳門政府分別於北京設立了澳門特別行政區駐北京辦事處，為澳門居民提供協助。根據澳門政府駐京辦網頁資料，其服務包括：
- 為丟失證件的澳门居民簽發入境許可證。
- 如遇嚴重意外或傷亡，代為通知澳门親友並提供諮詢意見。
- 應當事人要求聯絡澳门親友提供緊急金錢援助。
- 如澳門居民於中國大陸被拘捕，應當事人澳门親友要求向中國大陸執法機關了解情況或提供律師資料。

按全國人民代表大會常務委員會有關《中華人民共和國國籍法》的解釋，凡具有中國血統的澳門永久居民（包括已離開澳門但仍具澳門永久居民身分者），只要未曾申報國籍變更，不論有否持有特區護照，於中華人民共和國範圍內皆只視為中國籍人士。如果這些澳門永久居民同時持有的外國護照，該外國護照只可視為旅遊證件，於中華人民共和國範圍內均不享有護照簽發國的領事保護，亦不會被視為外國人。

### 澳門特別行政區政府駐北京辦事處
澳門政府駐北京辦事處簡稱「駐京辦」。根據其官方網站，駐京辦也會處理部份與澳門有關的外交事宜，主要是入境事宜，包括：
- 與只有在北京設有大使館，而沒有在澳門設立辦事處的外國外交使團商討澳門特區護照免簽證事宜。
- 就其他澳門特區的入境事務與駐北京的外國外交使團聯繫。

## 與台湾的關係
台灣政府一直與澳門保持一定程度的交往，行政院大陸委員會澳門事務處以臺北經濟文化辦事處的名義在澳門運作。而澳門政府亦在台灣台北市設立澳門經濟文化辦事處。

## 與香港的關係
香港和澳門有著密切的關係，經濟互相牽引，文化交流頻繁，兩地居民也使用相同語言（粵語）、文字和擁有相近的西方殖民背景。
澳門和香港只有一水之隔，但香港開埠之前，與澳門之聯繫甚微。基於澳門於明朝中葉已開始為葡萄牙管治，而鴉片戰爭後中英雙方簽署了《南京條約》，清廷割讓香港之後，澳門和香港雙方同時成為西方殖民地，歐洲官員、商人、傳教士在當地的活動逐漸頻繁，並有小規模的經濟交流。1945年第二次世界大戰結束，不久中國內戰爆發，各地難民潮此起彼落，間接為推動澳門和香港的經濟發展提供了人力資源。1960至1970年代，葡屬澳門政府並未跟隨英屬香港政府發展金融業和轉口業，而是以發展輕工業為主，使當時澳門和香港的經濟有著明顯的差距，有部分澳門人為改善生活而到香港尋找工作，有些甚至落地生根，直至現在，兩地居民亦不時互相通婚，使得互相有親屬於對岸。
其後澳門和香港的主權相繼移交中華人民共和國，同時實行一國兩制，高度自治。基於兩地地理位置相近，澳門的經濟實以香港牽引為主，雖然澳門既沒有股市也沒有人感染沙士，表面跟澳門沒有甚麼關係，但澳門的龍頭行業——旅遊博彩業卻大受打擊。直到現在，隨著澳門賭權開放，人力資源渴求，大財團到香港高薪挖角，近年數以千計的香港人已到澳門就業。
澳門通過基本法第二十三條立法後，部分持不同政見者因計劃參與澳門的示威遊行等原因遭到澳門禁止入境。